# Distretto di Hongsibu
Il distretto di Hongsibu (红寺堡区S, Hóngsìbǔ QūP) è un distretto della Cina, situato nella regione autonoma di Ningxia e amministrato dalla prefettura di Wuzhong.